# Wheeling (Missouri)
Wheeling is een plaats (city) in de Amerikaanse staat Missouri, en valt bestuurlijk gezien onder Livingston County.

## Demografie
Bij de volkstelling in 2000 werd het aantal inwoners vastgesteld op 268.
In 2006 is het aantal inwoners door het United States Census Bureau geschat op 260, een daling van 8 (-3,0%).

## Geografie
Volgens het United States Census Bureau beslaat de plaats een oppervlakte van
0,8 km², geheel bestaande uit land. Wheeling ligt op ongeveer 232 m boven zeeniveau.

## Plaatsen in de nabije omgeving
De onderstaande figuur toont nabijgelegen plaatsen in een straal van 20 km rond Wheeling.